# Anders Österling

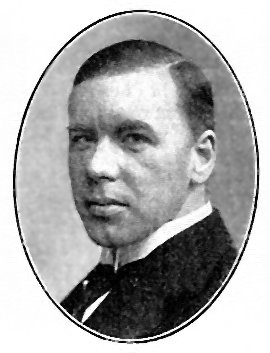
Österling um etwa 1920

Anders Johan Österling (* 13. April 1884 in Helsingborg; † 13. Dezember 1981 in Stockholm) war ein schwedischer Dichter, Schriftsteller und Journalist.

## Leben
Anders Österling legte 1904 in Lund das Abitur ab und studierte anschließend ebenfalls in Lund. Von 1909 bis 1919 war er Bibliothekar an der Universitätsbibliothek Lund, seit 1919 war er hauptberuflich Journalist und lebte in Stockholm. Ebenfalls 1919 wurde er zum Mitglied der Schwedischen Akademie gewählt, deren Ständiger Sekretär er von 1941 bis 1964 war. In dieser Eigenschaft nahm er großen Einfluss auf die Wahl der Literaturnobelpreisträger.

## Bedeutung
In seinen ersten Gedichtsammlungen war Anders Österling stark von deutschen und französischen Einflüssen geprägt. Bald schon fand er aber seinen eigenen Stil: Beschreibung von Natur und Menschen, oft ausgehend von Motiven seiner Heimat Schonen, und der Wechsel der Jahreszeiten als Bild für die Vergänglichkeit. Österling glich darin seinem Kollegen Erik Axel Karlfeldt, dass auch er seine heimatliche Landschaft zum Ausgangspunkt seiner Dichtung machte. Im Unterschied zu Karlfeldt pflegte Österling aber einen eher nüchternen, verhaltenen Stil. Seine Dichtung handelt oft von Schönheit, Lebensbejahung vor dem Hintergrund dunkler Erfahrungen und von menschlichen Werten. Sein bekanntestes Gedicht Ales stenar aus der Gedichtsammlung Tonen från havet (1933) beschreibt einfühlsam und poetisch die berühmte Schiffssetzung Ales stenar von Kåseberga bei Ystad. Anders Österling gehörte zu der letzten Generation von Dichtern, die vor dem Durchbruch der Moderne zu schreiben begannen.
Anders Österling war auch ein bedeutender Übersetzer von Dichtungen aus dem Englischen, Französischen, Deutschen und Dänischen. Zudem machte sich Anders Österling einen Namen als Literaturkritiker und Kulturjournalist.

## Werke
- Preludier (Präludien, 1904)
- Offerkranser (Opferkränze, 1905)
- Nattens röster (Stimmen der Nacht, 1906)
- Hälsningar (Grüße, 1907)
- Årets visor (Lieder des Jahres, 1907)
- Döden inkognito (Der Tod inkognito, 1908)
- Norrlandsresan (Reise nach Norrland, 1908)
- Bäckahästen (Das Bäckapferd, 1909)
- Människor och landskap (Menschen und Landschaften, 1910)
- Blommande träd 1907-1909 (Blühende Bäume 1907–1909, 1910)
- Minuter och sekunder (Minuten und Sekunden, 1912)
- Fränder och främlingar (Verwandte und Fremde, 1912)
- Facklor i stormen (Fackeln im Sturm, 1913)
- Tidsstämmningar (Zeitstimmungen, 1916)
- Sånger i krig (Lieder im Krieg, 1917)
- Idyllernas bok (Buch der Idyllen, 1917)
- Dagens gärning (Tat des Tages, 1921)
- De sju strängar (Die sieben Saiten, 1922)
- Jordens heder (Ehre der Erde, 1927)
- Tonen från havet (Die Töne vom Meer, 1933)
- Skånska utflykter (Schonische Ausflüge, 1934)
- Horisonter (Horizonte, 1939)
- Årens flykt (Flucht der Jahre, 1947)
- En diktkrans (Ein Gedichtkranz, 1961)
- Vårens löv och höstens (Laub des Frühlings und des Herbstes, 1963)
- Minnets vägar (Wege der Erinnerung, 1967)
- Sent i livet: dikter (Spät im Leben: Gedichte, 1970)
- Längtan till Italien (Sehnsucht nach Italien, 1971)
- Ögonblick: dikter 1971-1978 (Augenblick: Gedichte 1971–1978)